# 13
13 (XIII) fue un año común comenzado en domingo del calendario juliano, en vigor en aquella fecha. En el Imperio romano, era conocido como el Año del consulado de Cayo Silio y Planco (o menos frecuentemente, año 766 Ab urbe condita). La denominación 13 para este año ha sido usado desde principios del período medieval, cuando la era A. D. se convirtió en el método prevalente en Europa para nombrar a los años. 

## Acontecimientos
- César Augusto, emperador reinante de Roma.
- El senado romano abole los Vigintisexviri, cargos menores previos a la dignidad senatorial.
- Tiberio entra triunfal en Roma, gracias a las campañas que Germánico lleva a cabo en la Germania (Germania Magna, Germania Superior y Germania Inferior).
- Abgaro V de Edesa es restaurado en el trono de Osroene.

## Arte y literatura
- Estrabón escribe sus conocimientos sobre la Tierra.

## Fallecimientos
- Quinto Pedio, pintor.